# Dolomitizacija
Dolomitizacija je proces kojim se vapnenac djelomično ili u potpunosti biva pretvoren u dolomitnu stijenu (ili dolomitični vapnenac); zamjena prvotnoga kalcijeva karbonata (kalcit) magnezijevim karbonatom (mineral dolomit) u vodama obogaćenim magnezijem.